# 米科拉伊夫卡 (布羅尼基市鎮)
50°32′2″N 27°52′56″E / 50.53389°N 27.88222°E
米科拉伊夫卡（烏克蘭語：Миколаївка），是烏克蘭的村落，位於該國北部日托米爾州，由茲維亞赫爾區的布羅尼基市鎮負責管轄，面積1.04平方公里，海拔高度217米，2001年人口245，人口密度每平方公里236.49人。